# Jessica MacDonald
Jessica Anne Marie Bondy – MacDonald (ur. 7 grudnia 1984 w Windsor) – kanadyjska zapaśniczka, mistrzyni i dwukrotna brązowa medalistka mistrzostw świata.
Mistrzyni świata z 2012 roku z Kanady w kategorii wagowej do 51 kg. Pięciokrotna medalistka mistrzostw panamerykańskich, złoto w 2011, 2012,2013 i 2017. Wicemistrzyni igrzysk Wspólnoty Narodów w 2018 i brązowa medalistka w 2010. Pierwsza w Pucharze Świata w 2010, 2011 i 2013; czwarta w 2009 i 2014; piąta w 2018 i szósta w 2012. Brąz na akademickich MS w 2008 roku.
Zawodniczka Brock University.
Jej mąż to zapaśnik Evan MacDonald.